# احتراق الحلقات الكيميائية

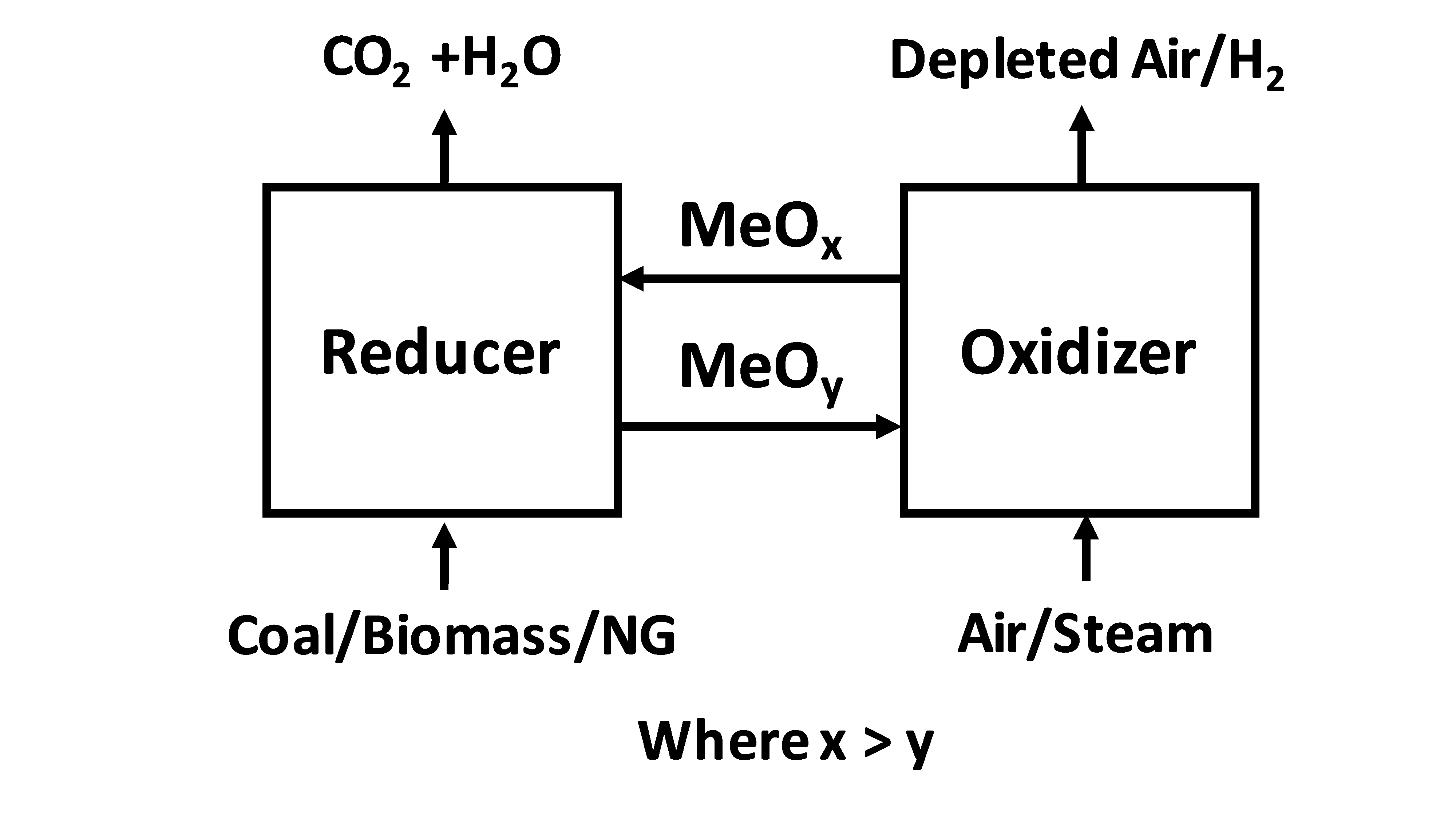
رسم بياني 1. رسم تخطيطي لنظام مفاعل الاحتراق الكيميائي الحلقي

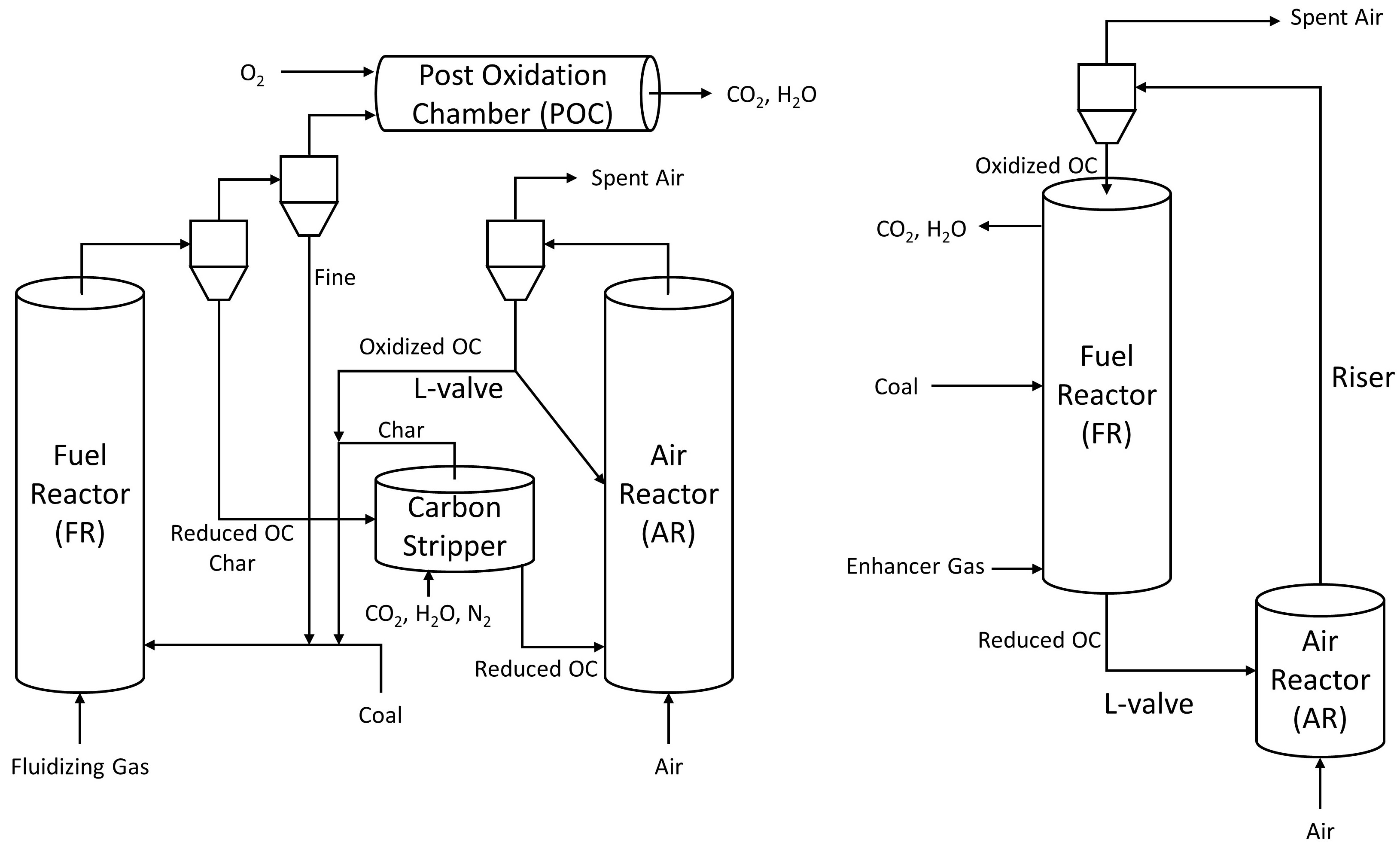
الصورة 2. (يسار) تصميم طبقة مميعة مزدوجة ، المصنع التجريبي للاحتراق الحلقي الكيميائي في دارمشتات وتصميم الطبقة المميعة المتحركة المترابطة (يمين) ، المصنع التجريبي للفحم الكيميائي المباشر التابع لجامعة ولاية أوهايو

الاحتراق الكيميائي الحلقي ( CLC ) هو عملية تكنولوجية تستخدم أحيانا نظام طبقة مميعة مزدوجة. تم تشغيل الاحتراق الكيميائي الحلقي مع سرير متحرك مترابط مع نظام طبقة مميعة، كما تم استخدامه كعملية تقنية.

## نبذة
```
في الاحتراق الكيميائي الحلقي يتم استخدام أكسيد الفلز كمواد طبقة توفر الأكسجين للاحتراق في مفاعل الوقود. ثم يتم نقل المعدن المختزل للطبقة الثانية ( 
مفاعل الهواء
 ) وإعادة أكسدة قبل إعادة إدخاله مرة أخرى إلى مفاعل الوقود لإكمال الحلقة. يوضح الشكل 1 مخططًا مبسطًا لعملية الاحتراق الكيميائي الحلقي. يوضح الشكل 2 مثال على نظام مفاعل دائري مزدوج الطبقة المميعة ونظام مفاعل متداول بطبقة مميعة متحرك.
```

يعمل عزل الوقود عن الهواء على تبسيط عدد التفاعلات الكيميائية أثناء الاحتراق . حيث إن استخدام الأكسجين بدون النيتروجين والغازات النزرة الموجودة في الهواء يلغي المصدر الأساسي لتكوين أكسيد النيتروجين (NOx) ، ينتج غاز مداخن يتكون أساسًا من ثاني أكسيد الكربون وبخار الماء ؛ تعتمد الملوثات النزرة الأخرى على الوقود المختار.

## الوصف
يستخدم الاحتراق الحلقي الكيميائي تفاعلين أو أكثر لأداء أكسدة الوقود القائم على الهيدروكربون. في أبسط أشكاله ، يتأكسد النوع الحامل للأكسجين (فالعادة معدن) في الهواء مكونًا أكسيدًا. ثم يتم اختزال هذا الأكسيد باستخدام هيدروكربون كمخفض في تفاعل ثان. على سبيل المثال ، قد يتضمن النظام القائم على الحديد الذي يحرق الكربون النقي تفاعلي الأكسدة والاختزال :

| C(s) + Fe2O3(s) → Fe3O4(s) + CO2(g) | \| \| \| \| \| \| \| \| | (1) |
|                                     |                         |     |
|                                     |                         |     |
Fe3O4(s)+O2(g)→Fe2O3(s) (2)
إذا أضيف ( 1 ) و ( 2 ) معًا ، فإن مجموعة التفاعل تقلل إلى أكسدة الكربون المستقيمة ، أي:
تمت دراسة الاحتراق الكيميائي الحلقي لأول مرة كطريقة لإنتاج CO2 من الوقود الأحفوري ، باستخدام طبقتين مميعتين مترابطتين.  في وقت لاحق تم اقتراحه كنظام لزيادة كفاءة محطة الطاقة.  يمكن تحقيق مكاسب في الكفاءة بسبب الانعكاس المعزز لتفاعلين الأكسدة والاختزال ؛ في الاحتراق التقليدي أحادي الطور ، يحدث إطلاق طاقة الوقود بطريقة لا رجوع فيها إلى حد كبير - مبتعدة إلى حد كبير عن حالة التوازن. في الاحتراق الكيميائي الحلقي، إذا تم اختيار ناقل أكسجين مناسب ، فيمكن إجراء تفاعلات الأكسدة والاختزال بشكل عكسي تقريبًا وفي درجات حرارة منخفضة نسبيًا. من الناحية النظرية ، يسمح هذا لمحطة طاقة تستخدم الاحتراق الكيميائي الحلقي بالاقتراب من ناتج العمل المثالي لمحرك احتراق داخلي دون تعريض المكونات لدرجات حرارة تشغيل مفرطة.

### الديناميكا الحرارية

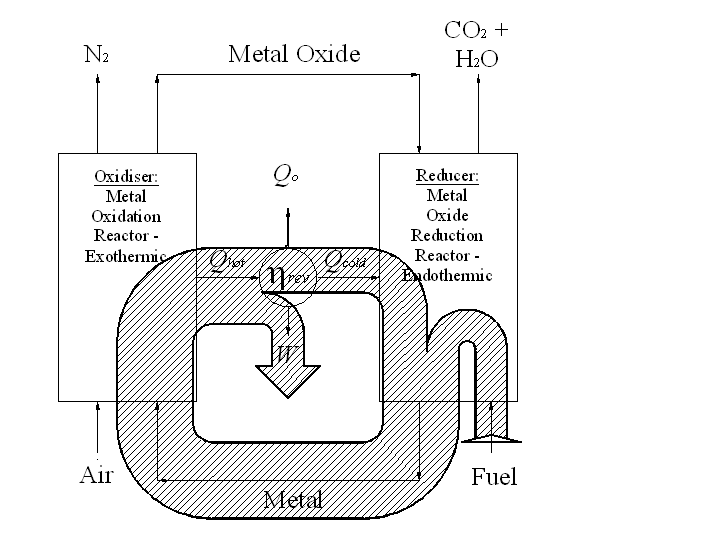
يبين الشكل. مخطط سانكي لتدفقات الطاقة في نظام الاحتراق الكيميائي الحلقي القابل للانعكاس.

يوضح الشكل 3 تبادل الطاقة في نظام الاحتراق الكيميائي الحلقي بيانياً ويظهر مخطط سانكي لتدفقات الطاقة التي تحدث في محرك قائم على الاحتراق الكيميائي الحلقي قابل للانعكاس. عند دراسة الشكل 1 ، يتم ترتيب محرك حراري لتلقي الحرارة عند درجات حرارة عالية من تفاعل الأكسدة الطارد للحرارة . بعد تحويل جزء من هذه الطاقة إلى العمل ، يرفض المحرك الحراري الطاقة المتبقية كحرارة. يستطيع امتصاص كل هذا الطرد الحراري تقريبًا عن طريق تفاعل الاختزال الماص للحرارة الذي يحدث في المخفض. يتطلب هذا الترتيب أن تكون تفاعلات الأكسدة والاختزال طاردة للحرارة وممتصة للحرارة على التوالي ، ولكن هذا هو الحال عادةً بالنسبة لمعظم المعادن.  مطلوب بعض التبادل الحراري الإضافي مع البيئة لتلبية القانون الثاني ؛ من الناحية النظرية ، بالنسبة لعملية قابلة للانعكاس ، يرتبط التبادل الحراري بتغير الحالة المعيارية في الانتروبيا ، ΔS o ، لتفاعل أكسدة الهيدروكربون الأولي على النحو التالي:
Qo = ToΔSo
بالنسبة لمعظم الهيدروكربونات ، فإن ΔS o هي قيمة صغيرة ، ونتيجة لذلك ، يكون المحرك ذو الكفاءة الكلية العالية ممكنًا من الناحية النظرية. 

### التقاط ثاني أكسيد الكربون
على الرغم من اقتراحه كوسيلة لزيادة الكفاءة ، في السنوات الأخيرة ، ظهر الاهتمام بالاحتراق الكيميائي الحلقي كأسلوب لاحتجاز الكربون .   يتم تسهيل التقاط الكربون بواسطة الاحتراق الكيميائي الحلقي لأن تفاعلين الأكسدة والاختزال يولدان تيارات غاز مداخن منفصلة جوهريًا: تيار من مفاعل الهواء ، الغلاف الجوي يتكون من N2 والمتبقي O2 ، ولكن بشكل معقول خالية من CO2 ؛ وتيار من مفاعل الوقود يحتوي في الغالب على CO2 و H2O مع القليل جدا من النيتروجين المخفف. يمكن تصريف غاز مداخن مفاعل الهواء في الغلاف الجوي مما يتسبب في الحد الأدنى من CO2 التلوث. يحتوي غاز خروج المخفض على كل CO2 المتولدة من النظام والاحتراق الكيميائي الحلقي لذلك يمكن القول إنها تظهر «احتجاز الكربون المتأصل» ، حيث يمكن بسهولة إزالة بخار الماء من غاز المداخن الثاني عن طريق التكثيف ، مما يؤدي إلى تيار من CO2 النقي تقريبًا CO2 . يمنح هذا الاحتراق الكيميائي الحلقي فوائد واضحة عند مقارنته بتقنيات التقاط الكربون المنافسة ، حيث تتضمن الأخيرة عمومًا عقوبة كبيرة للطاقة مرتبطة إما بأنظمة الغسل بعد الاحتراق أو مدخلات العمل المطلوبة لمحطات فصل الهواء. وقد أدى ذلك إلى الاحتراق الكيميائي الحلقي المقترح باعتباره كفاءة في استخدام الطاقة تكنولوجيا التقاط الكربون،   قادرة على التقاط ما يقرب من جميع من CO 2، على سبيل المثال، من مصنع الفحم المباشر الكيميائية حلقات (CDCL).   مظاهرة مستمرة لمدة 200 ساعة نتائج 25 أشارت الوحدة التجريبية الفرعية kW th CDCL إلى تحويل ما يقرب من 100 ٪ من الفحم إلى CO 2 مع عدم انتقال الكربون إلى المفاعل الهوائي.  

### تطوير التكنولوجيا
عرضت أول عملية للاحتراق الحلقي الكيميائي بالوقود الغازي في عام 2003 ،  ولاحقًا باستخدام الوقود الصلب في عام 2006  إجمالي الخبرة التشغيلية في 34 طيارًا من 0.3 إلى 3 ميجاوات أكثر من 9000 ساعة.    تتضمن المواد الحاملة للأكسجين المستخدمة في العملية على أكاسيد أحادية الفلزات من النيكل والنحاس والمنغنيز والحديد ، بالإضافة إلى العديد من الأكاسيد المركبة بما في ذلك أكاسيد المنغنيز والمجمعة بالكالسيوم والحديد والسيليكا. كما استخدمت الخامات الطبيعية ، خاصة للوقود الصلب ، بما في ذلك خامات الحديد وخامات المنغنيز والإلمنيت.

### عقوبة التكلفة والطاقة
تقييم التكنولوجيا مفصل الاحتراق حلقات الكيميائي من الوقود الصلب، أي الفحم، على 1000 MW يظهر محطة للطاقة أن تكاليف مفاعل الاحتراق الكيميائي الحلقي أضاف بالمقارنة مع العادي تعميم المراجل مميعة صغيرة، و يرجع ذلك لتشابه التكنولوجيات عشر. التكاليف الرئيسية هي بدلا CO 2 ضغط، المطلوبة في جميع التكنولوجيات التقاط CO 2، وإنتاج الأكسجين. قد تكون هناك حاجة أيضًا إلى إنتاج الأكسجين الجزيئي في تكوين الاحتراق الكيميائي الحلقي معين لتلميع غاز المنتج من مفاعل الوقود. في وقدرت جميع التكاليف المضافة إلى 20 € / كان طن من CO 2 في حين أن عقوبة الطاقة 4٪. 

### المتغيرات والتقنيات ذات الصلة
البديل للاحتراق الكيميائي الحلقي هو الاحتراق الكيميائي الحلقي مع فصل الأكسجين (CLOU) حيث يتم استخدام ناقل الأكسجين الذي يطلق الأكسجين في المرحلة الغازية في مفاعل الوقود ، على سبيل المثال CuO / Cu2 O.  و هو مفيد لتحقيق تحويل عالي للغاز ، خصوصا عند استخدام الوقود الصلب ، حيث يمكن تجنب تغويز البخار البطيء للفحم. كما تُظهر عملية CLOU بالوقود الصلب أداءً عاليًا  
كما يمكن استخدام التكرار الكيميائي لإنتاج الهيدروجين في عمليات الإصلاح الحلقي الكيميائي (CLR).   و في أحد تكوينات عملية CLR ، يتم إنتاج الهيدروجين من الفحم و / أو الغاز الطبيعي باستخدام مفاعل وقود بطبقة متحركة مدمج مع مفاعل بخار ومفاعل هواء طبقة مميعة. هذا التكوين لـ CLR يمكن أن ينتج نقاوة أكبر من 99٪ H 2 دون الحاجة لفصل CO 2 .  
تم تقديم تلميحات عامة شاملة عن المجال في المراجعات الأخيرة لتقنيات الحلقات الكيميائية.   
بشكل مختصر ، يمكن للاحتراق الكيميائي الحلقي تحقيق كلا من زيادة كفاءة محطة الطاقة في وقت واحد مع احتجاز الكربون منخفض الطاقة. تشمل التحديات مع الاحتراق الكيميائي الحلقي تشغيل الطبقة المميعة المزدوجة (الحفاظ على تميع الحامل مع تجنب التكسير والتآكل  ) ، كما تحافظ على استقرار الناقل على مدار العديد من الدورات.

## روابط خارجية
- http://www.entek.chalmers.se/lyngfelt/co2/co2.htm
- مادة كيميائية
- حلقة كيميائية ، معهد علوم الاحتراق ، جامعة كنتاكي الغربية.
- http://www.icb.csic.es/index.php؟id=144&L=1
- http://www3.im Imperial.ac.uk/carboncaptureandstorage
- http://www.encapco2.org/sp4.htm
- تكنولوجيا التقاط الكربون والحلقات الكيميائية - تحديث للتقدم . تسجيل ندوة عبر الإنترنت ، كارل بوزوتو والمعهد العالمي CCS ، 11 يوليو 2012.